# 大漢 (張鯨)
大漢（1216年）为中国金朝时期起事者張鯨的年号，前后共1年。
《聖武親征錄》以張鯨之叛、建元及被誅均在丙子歲（1216年），《元史》以張鯨之叛及被誅在乙亥歲（1215年）而無建元記載

## 公元纪年对照
| 大漢 | 元年   |
| ---- | ------ |
| 公元 | 1216年 |
| 干支 | 丙子   |

## 同期存在的其他政权年号
- 中國
  - 嘉定（1208年－1224年）：宋—宋寧宗趙擴之年號
  - 貞祐（1213年－1217年）：金—金宣宗完顏珣之年號
  - 天統（1213年－1216年）：金時期—耶律留哥之年號
  - 天泰（1215年－1223年）：金時期—蒲鮮萬奴之年號
  - 至寧（1211年－1123年）：西夏—夏神宗李遵顼之年號
  - 天開（1205年－1225年）：大理—段智祥之年號
- 越南
  - 建嘉（1211年－1224年）：李朝—李旵之年號
- 日本
  - 建保（1214年－1219年）：順德天皇之年號

## 參看
- 中國年號索引
- 其他大漢的消歧義

| 前一年號： -- | 金朝錦州起義年號 | 下一年號： 興隆 |